# Acordulecera algodones
Acordulecera algodones – gatunek błonkówki z rodziny Pergidae.

## Taksonomia
Gatunek ten został opisany w 2010 roku przez Davida Smitha. Holotypy (samica i samiec) zostały odłowione na wydmach Algodones Dunes, 10,7 km na płd.-zach. od Glamis w Hrabstwie Imperial w płd.-zach. Kalifornii. 

## Zasięg występowania
Ameryka Północna, notowany w USA.